# Ludrio
Ludrio (llamada oficialmente Santa María de Ludrio) es una parroquia española del municipio de Castro de Rey, en la provincia de Lugo, Galicia.

## Organización territorial
La parroquia está formada por once entidades de población, constando nueve de ellas en el nomenclátor del Instituto Nacional de Estadística español:
- A Aldea de Baixo
- A Áspera
- A Castiñeira
- A Fonte de Baixo
- A Grueira
- Alduara
- A Prazuela
- Arnande
- O Touzón
- Pousada
- Somedo

## Demografía
| Gráfica de evolución demográfica de Ludrio entre 2000 y 2019 |
|                                                              |
| Datos según el nomenclátor publicado por el INE.             |